# Янги Маргилан
Янги Маргилан (узб. Yangi Margʻilon/Янги Марғилон) — посёлок городского типа в Ферганской области Узбекистана. Подчинён администрации города Маргилана. В посёлке расположена железнодорожная станция Маргилан (на линии Ахунбабаева — Коканд).
Статус посёлка городского типа с 1947 года. До 1979 года носил название Станция Горчаково, а затем до 1995 г. —  Комсомольский.
В советское время в посёлке были построены трактороремонтный, деревообрабатывающий и гренажный заводы.

## Население
| 1959 | 1970 | 1979   | 1989   |
| ---- | ---- | ------ | ------ |
| 6479 | 9979 | 14 605 | 23 531 |